# معلقة طرفة بن العبد
معلقة طرفة بن العبد هي إحدى معلقات الشعر، نظم هذه المعلقة الشاعر طرفة بن العبد

## مؤلف القصيدة
طرفة بن العبد شاعر جاهلي من أصحاب المعلقات، امتاز شعره بالإنسانية وبراعة التشبيه. له ديوان شعر أشهر ما فيه المعلقة، نظمها الشاعر بعدما لقيه من ابن عمه من سوء المعاملة وما لقيه من ذوي قرباه من الاضطهاد.

## نص القصيدة
في المعلقة ثلاثة أقسام كبرى:
1. القسم الغزلي من (1 ـ 10)
2. القسم الوصفي (11 ـ 44)
3. القسم الاخباري (45 ـ 99)